# Абанг Салехуддин Абанг Шокеран
Аба́нг Салехудди́н Аба́нг Шоке́ран (малайск.  Abang Sallehuddin Abang Shokeran; 16 октября 1964, Сараток, Саравак) — культурный деятель, генеральный директор Совета по языку и литературе Малайзии.

## Краткая биография
Окончил среднюю школу в Саратоке, затем Университет наук Малайзии (бакалавриат) и Университет Малайя (магистратура) по специальности «современная малайская литература». C 1983 г. работает в Совете по языку и литературе Малайзии. Был заведующим отдела развития языка и литературы, представителем в отделении Совета в восточном регионе страны в г. Кота-Бару (1999—2004), заместителем генерального директора по общим вопросам (2016—2018). Принимал активное участие в деятельности Международного совета по малайскому языку, Литературного совета Юго-Восточной Азии (Мастра), Совета по языку Брунея, Индонезии и Малайзии. В 2019 назначен генеральным директором Совета по языку и литературе.

## Награды и звания
- Награда Совета по языку и литературе «За доблестный труд» (1995, 1997)
- Орден Келантана «Ahli Setia Mahkota» (2004)
- Звание «Поборник культуры малайского исламского мира» (Палембанг, 2012).
- Орден Малакки «Darjah Pangkuan Seri Melaka» и звание «Датук» (2012)
- Орден Пинанга «Darjah Setia Pangkuan Negeri» и звание Дато’ (2016)

## Семья
- Супруга — Хиджиджа Джаис, литературный критик